# 德克萨斯州议会
德克萨斯州议会（Texas State Legislature）是美国德克萨斯州的立法机关。它是一个两院制机构，由有31名代表的参议院和150名代表的众议院组成。德克萨斯州议会在首府奥斯汀的州议会大厦举行会议。
自德克萨斯州议会1845年加入联邦以来，州议会是德克萨斯共和国国会在宪法上的继承者。1846年2月16日至5月13日，州议会举行了第一届常会。

## 架构和运行
德克萨斯州议会于每奇数年一月的第二个星期二举行例行会议。德克萨斯州宪法将例会期限限制为140个日历日。副州长（在全州范围内与州长分开选举）兼任参议院议长，而众议院议长则由众议员选举产生。
与议会可以自行召开特别会议的其他州不同，德克萨斯州议会只可由州长召集召开特别会议，且州长可以根据需要召开任意多次会议。例如，前德州州长里克·佩里连续召开了三届会议来讨论2003年德克萨斯州国会重新划分选区的问题。德克萨斯州宪法将每次特别会议的会期限制为30天，议员只能考虑州长在召开特别会议的召集或公告中指定的问题（尽管州长可能会在会议期间添加其他问题）。
议会通过的任何法案均会在通过后90天生效，除非各众议院三分之二的议员投票决定该法案立即生效或提前生效。议会可以规定90天之后的生效日期。根据目前的立法实践，大多数法案的生效日期为奇数年的9月1日（9月1日是该州财政年度的开始）。
尽管议员是通过党派选票选举产生的，但议会的两院都是在无党派基础上正式组织的，两党成员均担任委员会主席等领导职务。 截至2022年，两院大多数议员都是共和党成员。